# Watertoren (Alblasserdam)
De watertoren van de N.V. Alblasserdamsche Waterleiding in Alblasserdam is gebouwd door bouwbedrijf Visser & Smit Hanab in 1905. De toren op de noordpunt van de polder Rapenburg werd begin 1970 door Nedstaal gekocht van het waterleidingbedrijf. De toren is in juni 1999 afgebroken. 
De watertoren had een hoogte van 30 meter en één waterreservoir van 250 m³.